# Union de Touarga
El Union de Touarga es un equipo de fútbol de Marruecos que juega en la Botola, la primera división nacional.

## Historia
Fue fundado en el año 1971 en la capital Rabat y su mejor época ha sido la de los años 1980 donde pasó varias temporadas en la Botola.
Su primera aparición internacional llegó hasta el siglo XXI cuando clasificó a la Copa Confederación de la CAF 2024-25 donde fue eliminado en la primera ronda por el RC Abidjan de Costa de Marfil.

## Palmarés
- Botola 2 (2): 1979–80, 1985–86
- Botola 3 (3): 1978–77, 2002–03, 2019–20

## Participación en competiciones de la CAF
| Temporada | Torneo                       | Ronda         | Club       | Casa | Visita | Global      |
| --------- | ---------------------------- | ------------- | ---------- | ---- | ------ | ----------- |
| 2024/25   | Copa Confederación de la CAF | Primera ronda | RC Abidjan | 0-0  | 0-0    | 0-0 (1-2 p) |